# Dericorys philbyi
Dericorys philbyi är en insektsart som beskrevs av Boris Petrovich Uvarov 1933. Dericorys philbyi ingår i släktet Dericorys och familjen Dericorythidae. Inga underarter finns listade i Catalogue of Life.